# José Gomes (football, 1999)
Pour les articles homonymes, voir José Gómez et Gómez.
José Gomes est un footballeur portugais né le 8 avril 1999 à Bissau. Il évolue au poste d’attaquant au Tchornomorets Odessa.

## Biographie

### En club
Avec l'équipe des moins de 19 ans du Benfica Lisbonne, il participe à l'UEFA Youth League. A cette occasion, il inscrit un triplé sur la pelouse de Galatasaray en octobre 2015, avec à la clé une très large victoire (1-11). Il marque ensuite un doublé sur la pelouse du club d'Astana en novembre 2015. Il atteint la finale de cette compétition en 2017, en étant battu par le Red Bull Salzbourg.

### En équipe nationale
Avec les moins de 17 ans, il participe au championnat d'Europe des moins de 17 ans en 2016. Lors de cette compétition, il inscrit un doublé contre l'Azerbaïdjan, puis un but contre l'Écosse. Il marque ensuite un triplé en quart de finale contre l'Autriche, puis un but en demi contre les Pays-Bas. Le Portugal remporte le tournoi en battant l'Espagne aux tirs au but en finale.
Il dispute ensuite avec les moins de 20 ans la Coupe du monde des moins de 20 ans en 2017. Il joue quatre matchs lors de ce mondial, sans inscrire de but. Le Portugal est éliminé en quart de finale par l'Uruguay aux tirs au but.

## Palmarès
- Vainqueur du championnat d'Europe des moins de 17 ans en 2016 avec l'équipe du Portugal des moins de 17 ans
- Finaliste de l'UEFA Youth League en 2017 avec les moins de 19 ans du Benfica Lisbonne
- Championnat du Portugal en 2017 avec le Benfica Lisbonne